# Персі Спенсер
Персі Лебарон Спенсер (англ. Percy LeBaron Spencer; 9 липня 1894, Гауленд, Мен — 8 вересня 1970, Ньютон, Массачусетс) — американський інженер і винахідник. Відомий як винахідник мікрохвильової печі.

## Біографія
Персі Спенсер народився в 1884 році в Гауленді, штат Мен. У 18 років він вирішив вступити на службу в ВМС США. У 1920-х і до початку 1930-х років він працював в Raytheon Technologies, а пізніше виявився одним з провідних експертів в світі по розробці радіолокаційних систем. Спенсер помер в 1970 році, а в 1999 році його портрет був поміщений американськими винахідниками в алею слави разом з іменами найвідоміших винахідників світу.